# Абу Абдаллах VI
Абу Абдаллах VI Мухаммад аль-Заяні (араб. أبو عبد الله محمد السادس الزياني; д/н — 1544) — 27-й султан Держави Заянідів у 1540 і 1543 роках.

## Життєпис
Син султана Абу Мухаммада II. Після смерті батька 1540 року зійшов на трон. Втім більшість шейхів племен та марабути, що мали підтримку Гасан-аги, бейлербея Алжиру, повалили Абу Абдаллаха VI, який втік до Орану. Новим султаном було оголошено його брата Абу Заяна III.
Повалений султан звернувся до Мартина де Кордоби, губернатора Орана по допомогу. Натомість погодився відновити сюзеренітет Іспанії над Державою Заянідів. У січні 1543 року з військом на чолі з Альфоносом де Мартинесом рушив до Тлемсену. Втім більшість племен та міст відмовило в підтримці Абу Абдаллаха. Зрештою іспанці зазнали поразки. Але невдовзі особисто де Кордова рушив на Тлемсен, де завдав поразки Абу Заяну III. За цим Тлемсен було захоплено, а Абу Абдалаха відновлено на троні у травні 1543 року.
Але боротьба з Абу Заяном III тривала. Той зібрав нове військо, яке переміг Абу Абдаллах VI. Але у грудні 1543 року проти нього повстав Тлемсен. Зрештою Абу Абдаллах відступив до Орану, де помер 1544 року.